# کوپوینو
کوپوینو (به لهستانی:  Kopojno) یک منطقهٔ مسکونی در لهستان است که در گمینا زاگوروو واقع شده‌است. کوپوینو  ۸۵۰ نفر جمعیت دارد و ۹۴ متر بالاتر از سطح دریا واقع شده‌است.
Kopojno یک دهکده در ناحیه اداری Gmina Zagórów، در شهرستان Słupca، Voivodeship لهستان بزرگ، در غرب مرکزی لهستان است. تقریباً در ۶ کیلومتری (۴ مایلی) شرق زاگورو، ۱۷ کیلومتری (۱۱ مایلی) جنوب شرقی اسلوپکا، و ۷۷ کیلومتری (۴۸ مایلی) شرق پایتخت منطقه‌ای پوزنان قرار دارد.